# Општина Пакуреци (Прахова)
Пакуреци (рум. Păcureţi) општина је у Румунији у округу Прахова.
Oпштина се налази на надморској висини од 267 m.